# Glypta arctata
Glypta arctata är en stekelart som beskrevs av Dasch 1988. Glypta arctata ingår i släktet Glypta och familjen brokparasitsteklar. Inga underarter finns listade i Catalogue of Life.